# ببلومانيا للنشر والتوزيع
ببلومانيا للنشر والتوزيع هي دار نشر مصرية تأسست عام 2016 ومقرها القاهرة، ولها العديد من المشاركات في المعارض المحلية والدولية.

## تاريخ الدار
بدأت ببلومانيا كمجموعة وصفحة على موقع التواصل الإجتماعي فيسبوك، وقد تنامى متابعيها حتى شكلت جماهيرية على الصعيد العربي، ثم تأسست كدار نشر رسمية عام 2016.
تتنوع إصدارات دار ببلومانيا للنشر والتوزيع في الأدب ما بين الرواية والقصة والشعر والنصوص النثرية.

## مجالات الدار
تتنوع إصدارات الدار وتغطي موضوعات مختلفة على رأسها التاريخ، وقد أصدرت الدار أعمال متنوعة في مجالات مختلفة منها:
- الشعر
- المجموعات القصصية
- الروايات (تاريخية - اجتماعية - بوليسية - فلسفية - رعب نفسي).
- كتب الأطفال

## مشاركات دولية
تشارك دار ببلومانيا للنشر والتوزيع بقيادة مالكها جمال الدين جلال سليمان بصفة مستمرة في معرض القاهرة الدولي للكتاب كل عام والمعارض الدولية الأخرى مثل معرض الشارقة الدولي للكتاب والمعارض الدولية الأخرى.

## أشهر الكتاب
من أشهر الكتاب الذين تنشر لهم الدار أعمالهم الأديب والمفكر المصري خالد الشيباني

## وصلات خارجية
- الموقع الرسمي لدار ببلومانيا للنشر والتوزيع